# Municipio de Leech
El municipio de Leech (en inglés: Leech Township) es un municipio ubicado en el condado de Wayne en el estado estadounidense de Illinois. En el año 2010 tenía una población de 465 habitantes y una densidad poblacional de 3,34 personas por km².

## Geografía
Según la Oficina del Censo de los Estados Unidos, el municipio tiene una superficie total de 139.06 km², de la cual 138,26 km² corresponden a tierra firme y (0,58 %) 0,8 km² es agua.

## Demografía
Según el censo de 2010, había 465 personas residiendo en el municipio de Leech. La densidad de población era de 3,34 hab./km². De los 465 habitantes, el municipio de Leech estaba compuesto por el 97,42 % blancos, el 0,22 % eran afroamericanos, el 0,86 % eran amerindios y el 1,51 % eran de una mezcla de razas. Del total de la población el 2,37 % eran hispanos o latinos de cualquier raza.